# Onni Talas

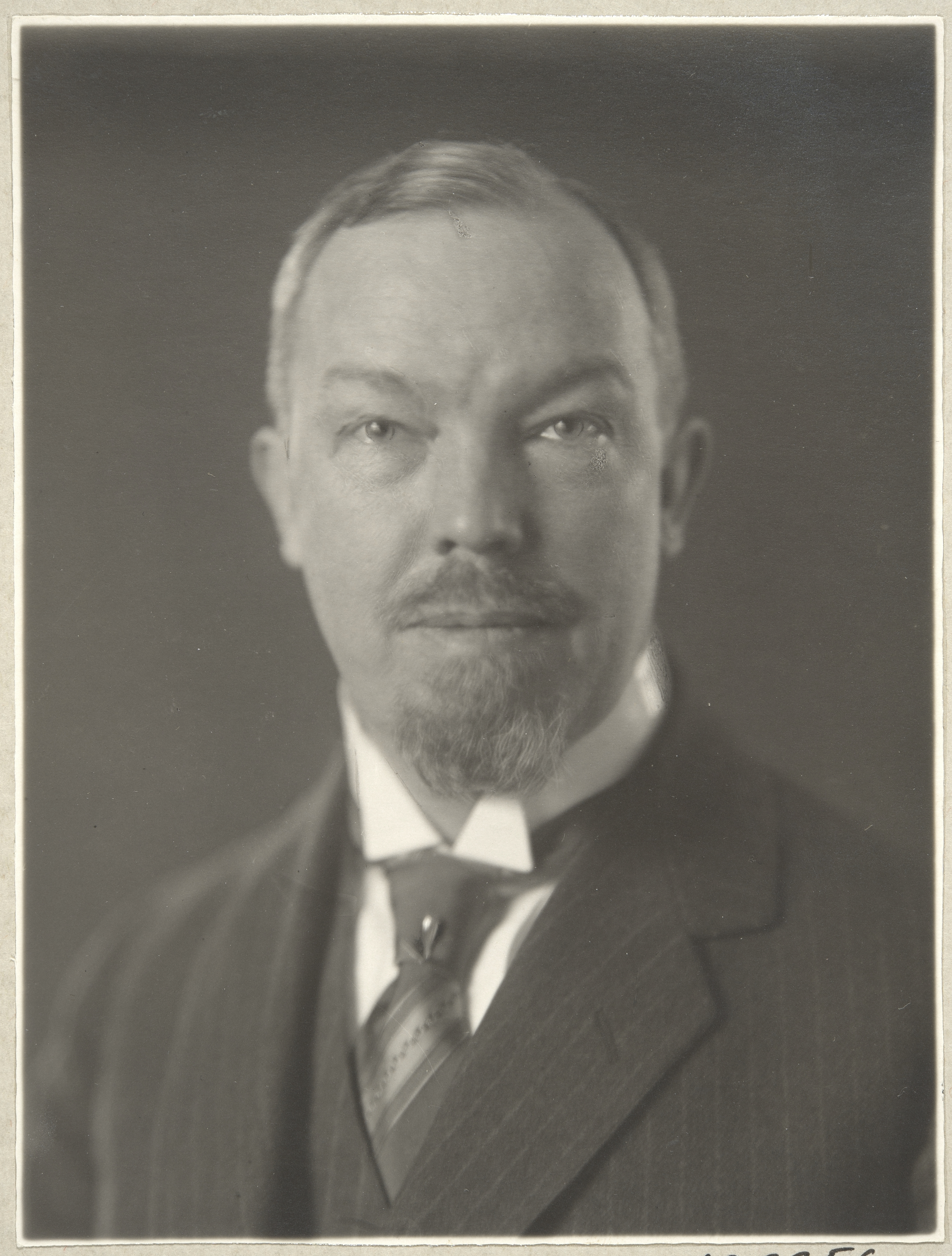
Onni Talas (1924)

Onni Eugen Aleksander Talas (Geburtsname: Onni Eugen Aleksander Gratschoff; * 15. Juni 1877 in Lappeenranta; † 3. Mai 1958 in Helsinki) war ein finnischer Diplomat und Politiker der Jungfinnischen Partei NSP (Nuorsuomalainen Puolue) sowie später der Nationalen Sammlungspartei KOK (Kansallinen Kokoomus), der unter anderem zwischen 1909 und 1919 Mitglied des Parlaments (Eduskunta) sowie von 1917 bis 1918 als Leiter der Justizkommission Justizminister im Kabinett Svinhufvud I sowie im Kabinett Paasikivi I war. Er war von 1927 bis 1930 erneut Mitglied des Parlaments sowie zudem Gesandter und Botschafter in zahlreichen Ländern.

## Leben

### Jurist, Abgeordneter und Justizminister

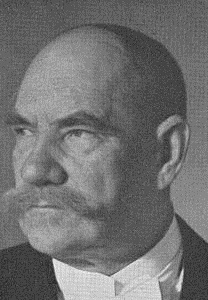
In der ersten Regierung Finnlands unter Ministerpräsident Pehr Evind Svinhufvud wurde Talas 1917 Leiter der Justizkommission und damit Justizminister.

Onni Eugen Aleksander Gratschoff, Sohn von Alexander Gratschoff und Josefina Wesander, nahm 1895 den Familiennamen Talas an und begann ebenfalls 1895 ein Studium der Rechtswissenschaften, das er 1901 mit einem Magister abschloss. Nach seiner anwaltlichen Zulassung war er zwischen 1901 und 1904 als Rechtsanwalt in Lahti tätig und wurde dort 1903 zudem Hilfsrichter (Varatuomari). Obwohl Talas' Muttersprache von Anfang an Schwedisch war, war er stark von der Finnisch-Bewegung beeinflusst. Er war der erste Anwalt des Landes, der forderte, sein Urteil auf Finnisch fällen zu dürfen. Er schloss 1905 seine Promotion zum Doktor der Rechte ab und war zwischen 1905 und 1923 Außerplanmäßiger Professor für Verwaltungsrecht an der Universität Helsinki. In den folgenden Jahren unternahm er Studienreisen nach Paris (1908), Berlin und Wien (1913).
Bei der Parlamentswahl am 1. und 3. Mai 1909 wurde er für die Jungfinnische Partei NSP (Nuorsuomalainen Puolue) erstmals zum Mitglied des Parlaments (Eduskunta) gewählt und vertrat in diesem nach seinen darauf folgenden Wiederwahlen bis zum 31. März 1919 den Wahlkreis Nordkarelien. Am 27. November 1917 übernahm er als Senator im Kabinett Svinhufvud I das Amt als Leiter der Justizkommission (Oikeustoimituskunnan päällikkö) und damit als Justizminister. Dieses Amt bekleidete er vom 27. Mai 1918 bis zum 27. November 1918 auch im darauf folgenden Kabinett Paasikivi I. Er war einer der Mitunterzeichner des Gesetzes über den Verwaltungsgerichtshof vom 22. Juli 1918. 1918 trat er als Mitglied der neu gegründeten Nationalen Sammlungspartei KOK (Kansallinen Kokoomus) bei. Nach dem Ende des Finnischen Bürgerkrieges (27. Januar bis 5. Mai 1918) stimmte er am 9. Oktober 1918 für die Wahl von Friedrich Karl von Hessen zum König von Finnland, der die Wahl jedoch nicht annahm und am 14. Dezember 1918 auf die finnische Krone verzichtete.

### Gesandter
Nach seinem Ausscheiden aus Regierung und Parlament war Talas zwischen 1919 und 1921 Geschäftsträger in Spanien und als solcher in Personalunion auch als Geschäftsträger in Portugal akkreditiert. Er nahm von 1925 bis 1930 den Ruf als Professor für Verwaltungsrecht an der Universität Helsinki an und wurde bei der Parlamentswahl am 1. und 2. Juli 1927 für die Nationale Sammlungspartei wieder zum Mitglied des Parlaments gewählt, in dem er nunmehr bis zum 20. Oktober 1930 den Wahlkreis Westviipuri vertrat.
Nach seinem Ausscheiden aus dem Parlament löste er 1930 Eemil Nestor Setälä als Gesandter in Dänemark und verblieb auf diesem Posten bis 1934, woraufhin Rolf Thesleff ihn ablöste. Zugleich war er zwischen 1930 und seiner Ablösung durch Aarne Artur Wuorimaa 1940 auch als Gesandter in Ungarn akkreditiert, wobei sein Dienstsitz bis 1934 in Kopenhagen und danach Budapest war. 1933 löste er außerdem Wäinö Wuolijoki als Gesandter in Österreich ab und verblieb dort bis zu seiner Ablösung durch Eduard Hjalmar Palin 1938. Des Weiteren wurde er 1934 als Nachfolger von Pontus Artti auch Gesandter in der Türkei, Gesandter im Königreich Jugoslawien sowie Gesandter im Königreich Bulgarien mit Dienstsitz in Budapest und hatte auch diese Funktionen bis 1940, woraufhin Aarno Yrjö-Koskinen ihn 1940 als Gesandter in der Türkei, Aarne Artur Wuorimaa ihn als Gesandter im Königreich Bulgarien sowie Eduard Palin ihn 1941 als Gesandter im Königreich Jugoslawien ablöste. Da er ausgiebig zwischen seinen Stationierungsländern reiste, wurde er scherzhaft „Orient-Express“ genannt.
Zuletzt löste Onni Talas 1940 Eero Järnefelt als Gesandter im Königreich Italien ab und verblieb in dieser Verwendung bis 1944, ehe dieser Posten erst 1947 mit Harri Holma neu besetzt wurde. Zugleich war er von 1941 bis 1942 Gesandter im Unabhängigen Staat Kroatien. Er polemisierte in den Büchern Ei se niin säytää (1949) und Suomen utsäländymenen ja Mannerheimin muistelmat (1953) gegen Väinö Tanners und Carl Gustaf Emil Mannerheims Wahrnehmung der Ereignisse in Finnland in den Jahren 1917 und 1918.
Er war zwei Mal verheiratet. Aus seiner ersten 1901 geschlossenen Ehe mit der 1934 verstorbenen Sofia Salonen gingen die Kinder Jorma (* 1902), Olavi (* 1910) und Päivänsäde (* 1920) hervor. 1935 heiratete er in zweiter Ehe Aino Lemmikki Raivio, die posthum 1960 seine Memoiren Muistelmia: Itsenäisyyssenaattorina ja lähettiläänä kymmenessä maassa herausgab.

## Veröffentlichungen
- Laki maanvuokrasta maalla: kesäkuun 19 p:ltä 1902, WSOY, 1903
- Kotipaikka-oikeus Suomen lain mukaan, 1905
- Kunnan oikeus saada toiselta kunnalta korvausta antamastansa vaivaisavusta, Yrjö Weilin, 1905
- Silmäys kotipaikka-oikeusteorioihin, Yrjö Weilin, 1905
- Kaupunkien kunnallishallintoa koskeva lainsäädäntö ulkomailla, Suomen kunnallinen keskustoimisto, 1915
- Utländsk lagstiftning angående städernas kommunalförvaltning, Kommunala centralbyrån i Finland, 1915
- Kuningaslähetystön matkalta, Tekijä 1918
- Suomen pakkolunastuslainsäädäntö, Osa 1,  WSOY, 1924
- Isä-Onni kertoo satuja, Kuvittanut Martti Sonkamo, 1946
- Ei se niin tapahtunut – vastaus Väinö Tannerille, 1949
- Isä-Onnin uudet sadut, Kuvittanut Etel Raivio, 1950
- Suomen itsenäistyminen ja Mannerheimin muistelmat, 1953
- Muistelmia: Itsenäisyyssenaattorina ja lähettiläänä kymmenessä maassa, WSOY, 1960

## Hintergrundliteratur
- Ostsee-Rundschau und der nordische Aufseher, Band 21, 1944, S. 162 (Onlineversion)
- Finnland-Studien III, Band 3, 2003, ISBN 978-3-44704-7-159, S. 135 (Onlineversion (Auszug))
- Pasi Ihalainen: The Springs of Democracy. National and Transnational Debates on Constitutional Reform in the British, German, Swedish and Finnish Parliaments, 1917–1919, 2017, ISBN 978-9-52222-9-298, S. 195 u. a. (Onlineversion (Auszug))